# Diócesis de Uberlândia

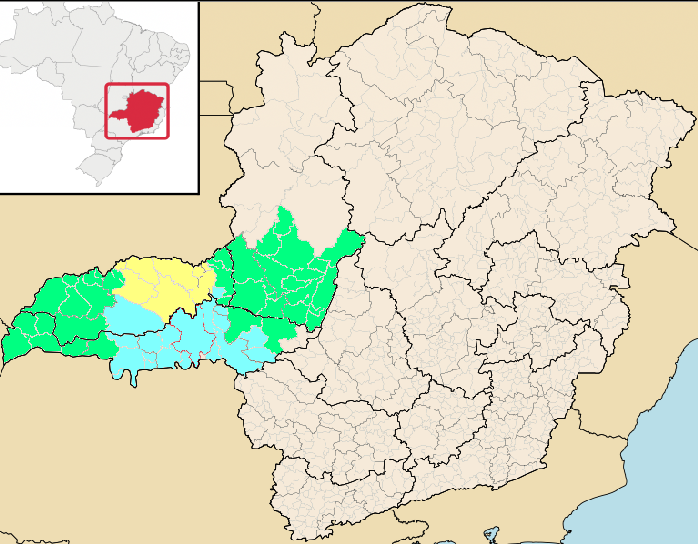
Ecclesiastical Province of Uberaba.

Regional CNBB Leste 2.

La diócesis de Uberlândia (en latín: Dioecesis Fertiliensis y en portugués: Diocese de Uberlândia) es una circunscripción eclesiástica de la Iglesia católica en Brasil. Se trata de una diócesis latina, sufragánea de la arquidiócesis de Uberaba. Desde el 2 de enero de 2008 su obispo es Paulo Francisco Machado.

## Territorio y organización
La diócesis tiene 13 784 km² y extiende su jurisdicción sobre los fieles católicos de rito latino residentes en 24 municipios del estado de Minas Gerais: Uberlândia, Araguari, Araporã, Cascalho Rico, Estrela do Sul, Grupiara, Indianópolis, Monte Alegre de Minas y Tupaciguara.
La sede de la diócesis se encuentra en la ciudad de Uberlândia, en donde se halla la Catedral de Santa Teresita.
En 2020 en la diócesis existían 48 parroquias. 

## Historia
La diócesis fue erigida el 22 de julio de 1961 con la bula Animorum societas del papa Juan XXIII, obteniendo el territorio de la diócesis de Uberaba (hoy arquidiócesis).

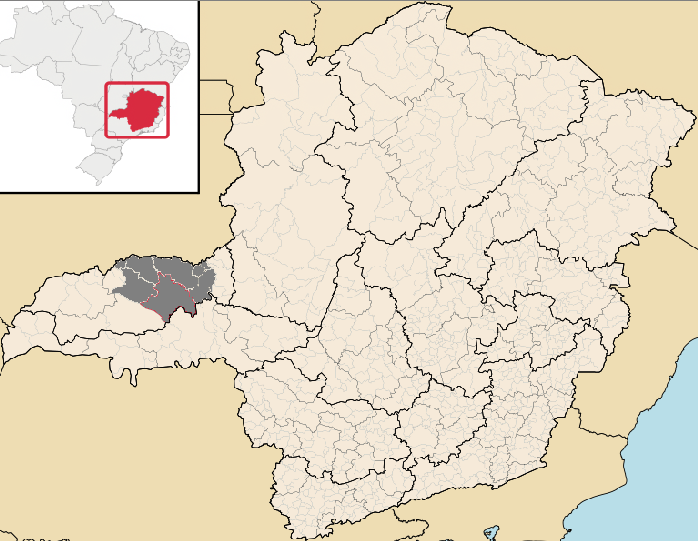
Mapa de la diocese.

Originalmente sufragánea de la arquidiócesis de Belo Horizonte, el 4 de abril de 1962 pasó a formar parte de la provincia eclesiástica de la arquidiócesis de Uberaba.
El 16 de octubre de 1982 cedió una parte de su territorio para la erección de la diócesis de Ituiutaba mediante la bula Quo melius del papa Juan Pablo II.

## Estadísticas
Según el Anuario Pontificio 2021 la diócesis tenía a fines de 2020 un total de 651 000 fieles bautizados.
| Año                                                                             | Población            | Población | Población      | Sacerdotes | Sacerdotes    | Sacerdotes    | Bautizados por sacerdote | Diáconos permanentes | Religiosos | Religiosos | Parroquias |
| Año                                                                             | Bautizados católicos | Total     | % de católicos | Total      | Clero secular | Clero regular | Bautizados por sacerdote | Diáconos permanentes | Varones    | Mujeres    | Parroquias |
| ------------------------------------------------------------------------------- | -------------------- | --------- | -------------- | ---------- | ------------- | ------------- | ------------------------ | -------------------- | ---------- | ---------- | ---------- |
| 1961                                                                            | ?                    | 231 024   | ?              | 41         | 6             | 35            | ?                        |                      |            |            | 11         |
| 1967                                                                            | 350 000              | 500 000   | 70.0           | 42         | 12            | 30            | 8333                     |                      | 12         | 80         | 18         |
| 1976                                                                            | 318 807              | 388 254   | 82.1           | 44         | 12            | 32            | 7245                     |                      | 33         | 108        | 21         |
| 1980                                                                            | 363 000              | 469 000   | 77.4           | 40         | 7             | 33            | 9075                     |                      | 33         | 118        | 22         |
| 1990                                                                            | 454 000              | 566 000   | 80.2           | 43         | 22            | 21            | 10 558                   | 1                    | 24         | 150        | 22         |
| 1999                                                                            | 520 000              | 651 000   | 79.9           | 48         | 39            | 9             | 10 833                   | 19                   | 10         | 89         | 31         |
| 2000                                                                            | 526 000              | 659 000   | 79.8           | 51         | 42            | 9             | 10 313                   | 19                   | 11         | 69         | 32         |
| 2001                                                                            | 598 000              | 810 000   | 73.8           | 50         | 40            | 10            | 11 960                   | 20                   | 15         | 76         | 32         |
| 2002                                                                            | 598 000              | 810 000   | 73.8           | 58         | 45            | 13            | 10 310                   | 20                   | 17         | 87         | 33         |
| 2003                                                                            | 598 000              | 810 000   | 73.8           | 61         | 45            | 16            | 9803                     | 19                   | 24         | 93         | 34         |
| 2004                                                                            | 598 000              | 810 000   | 73.8           | 62         | 46            | 16            | 9645                     | 19                   | 40         | 95         | 34         |
| 2010                                                                            | 644 000              | 872 000   | 73.9           | 70         | 59            | 11            | 9200                     | 33                   | 20         | 70         | 43         |
| 2014                                                                            | 675 000              | 914 000   | 73.9           | 64         | 54            | 10            | 10 546                   | 40                   | 16         | 69         | 44         |
| 2017                                                                            | 692 930              | 937 000   | 74.0           | 69         | 59            | 10            | 10 042                   | 44                   | 15         | 50         | 46         |
| 2020                                                                            | 651 000              | 881 220   | 73.9           | 73         | 62            | 11            | 8917                     | 54                   | 15         | 52         | 48         |
| Fuente: Catholic-Hierarchy, que a su vez toma los datos del Anuario Pontificio. |                      |           |                |            |               |               |                          |                      |            |            |            |

## Episcopologio
- Almir Marques Ferreira † (19 de agosto de 1961-1 de diciembre de 1977 renunció)
- Estêvão Cardoso de Avellar, O.P. † (20 de marzo de 1978-23 de diciembre de 1992 retirado)
- José Alberto Moura, C.S.S. (23 de diciembre de 1992-7 de febrero de 2007 nombrado arzobispo de Montes Claros)
- Paulo Francisco Machado, desde el 2 de enero de 2008